# 清水耕介 (バスケットボール)
清水 耕介（しみず こうすけ、1981年5月18日 - ）は、大阪府堺市堺区出身の元プロバスケットボール選手である。ポジションはシューティングガード。背番号23。186 cm、78 kg。

## 来歴
12歳の時にバスケットボールを始める。殿馬場中学校を卒業後、府内の名門東住吉工業高校に進学。インターハイなど数々の全国大会を経験した後、大学は関東の筑波大学に進学。
2004年、ドイツ2部リーグのケムニッツ99ersに練習生として参加。
帰国後、教員を目指していたが、2005年のbjリーグ発足に当たりトライアウトに参加。埼玉ブロンコスよりドラフト2巡目指名を受け入団。
2007-2008シーズン中の12月31日に、一身の都合により引退を発表した。
2014年から2024年までは大阪府立東住吉総合高等学校でバスケットボール部の顧問をしていた。
埼玉のチームメイトである清水太志郎は大学の同期にあたる。